# کوران (اسفراین)
کوران روستایی از توابع بخش مرکزی شهرستان اسفراین در استان خراسان شمالی ایران است. مردم روستای کوران تات هستند با قدمتى تاريخى بوده اند وبه زبان تركى و زبان تاتی صحبت می‌کنند.

## جمعیت
این روستا در دهستان زرق آباد قرار دارد و براساس سرشماری مرکز آمار ایران در سال ۱۳۸۵، جمعیت آن ۴۷ نفر (۱۳خانوار) بوده‌است.